# 안전지대 III~안고 싶어
| 전문가 평가          | 전문가 평가 |
| 평가 점수            | 평가 점수   |
| 출처                 | 점수        |
| -------------------- | ----------- |
| CD 저널              | 긍정적      |
| TOWER RECORDS ONLINE | 긍정적      |

《안전지대 III~안고 싶어》(일본어: 安全地帯III〜抱きしめたい 안젠치타이스리이〜다키시메타이[*])는 일본의 록 밴드 안전지대의 세 번째 스튜디오 음반이다. 1984년 12월 1일에 유니버셜 뮤직에서 발매되어 전작 《안전지대 II》보다 불과 7개월만에 발매된 작품이며, 작사는 이노우에 요스이 및 마츠이 고로, 작곡은 전곡 모두 타마키 코지, 프로듀서는 호시 카츠 및 카네코 쇼헤이가 담당하고 있다.
녹음은 1984년 9월부터 11월까지 KRS 스튜디오 및 키티 이즈 스튜디오에서 진행되며 작사가 마츠이도 동행하고 있다. 전작에서는 타마키의 존재를 추상적이고 신비로운 이미지로 작사가 이루어졌지만, 안전지대가 세상에 인지되면서 본 작품에서는 타마키의 존재가 실감나게 느껴지는 세계관으로 작사가 이루어졌다.
선행 싱글로 발매된 〈사랑의 예감〉이 수록되어 있으며, 이 곡은 오리콘 차트에서 최고위 3위를 획득, 43.6만 장을 판매해 〈와인 레드의 마음〉에 버금가는 히트곡이 되었다. 본작은 오리콘 차트에 대해 최고위 3위를 기록, 게다가 1985년도의 연간에 대해서도 3위를 획득했다.

## 배경
1983년 11월 25일에 발매된 싱글 〈와인 레드의 마음〉은 1984년 3월에 오리콘 차트에서 1위를 획득해, 동곡은 산토리 〈적옥 펀치〉의 커머셜 송으로도 사용되는 등 주목도가 단번에 높아져, 71.4만장을 매상하는 대히트곡이 되었다. 그 후의 5월 1일에 발매된 두 번째 음반 안전 지대 II에서는 데뷔 음반에서 작사를 담당한 마츠오 유키오를 대신해 마츠이 고로를 기용해, 도시의 연애를 상기시키는 가사와 타마키에 의한 가요를 의식한 곡으로 구성되었다. 이 음반은 오리콘 차트에서 최고위 2위를 획득해, 매상 매수는 54.5만장으로 히트 작품이 되었다.
이러한 히트로 멤버들의 처지는 격변하여 라이브 하우스에 대량의 청중이 오게 되어, 하루에 2 스테이지를 실시하기도 했다. 또 길거리에서도 파친코 가게에서도 〈와인 레드의 마음〉이 어디선가 들려오는 상황이었다고 한다. 지금까지는 라이브 하우스를 중심으로 라이브 활동을 실시하고 있던 안전 지대였지만, 1984년 4월 18일, 19일의 shibuya eggman에서의 라이브를 마지막으로 라이브 하우스에서의 공연은 종료되어, 8월에는 시부야 공회당에서 첫 홀·콘서트를 감행, 그 후 라이브 활동의 장소는 주로 홀로 이행해 갔다.

## 곡 목록
작사는 모두 특별한 언급이 없는 한 마츠이 고로가 맡았고, 작곡은 모두 타마키 코지가 맡았다.
| #  | 제목                                    | 작사            | 재생 시간 |
| -- | --------------------------------------- | --------------- | --------- |
| 1. | 〈y의 텐션 (yのテンション)〉            |                 | 3:27      |
| 2. | 〈Lazy Daisy〉                          |                 | 3:44      |
| 3. | 〈Happiness〉                           |                 | 3:43      |
| 4. | 〈블루에 울고 있어 (ブルーに泣いてる)〉 |                 | 3:23      |
| 5. | 〈사랑의 예감 (恋の予感)〉              | 이노우에 요스이 | 4:40      |

| #   | 제목                           | 재생 시간 |
| --- | ------------------------------ | --------- |
| 6.  | 〈Kiss로부터 (Kissから)〉      | 4:08      |
| 7.  | 〈바람 (風)〉                  | 3:58      |
| 8.  | 〈아틀리에 (アトリエ)〉        | 3:03      |
| 9.  | 〈엑스터시 (エクスタシー)〉    | 3:26      |
| 10. | 〈눈동자를 감고 (瞳を閉じて)〉 | 3:21      |